# 多治見市営球場
多治見市営球場（たじみしえいきゅうじょう）は、岐阜県多治見市の多治見運動公園内にある野球場。施設は多治見市が所有し、多治見市事業公社が指定管理者として管理運営を行っている。

## 歴史
多治見スタディアムとして1949年竣工。当初は社団法人多治見スタディアムが運営していたが、その後は市に移管し現名称に改称。1988年にスタンド改築などを行った。

## 施設概要
- グラウンド面積：12,900m2
- 両翼：92m、中堅：122m
- 内野：クレー舗装、外野：天然芝
- 収容人員：5,000人（内野：座席3,000人、外野：芝生2,000人）
- 照明設備：6基
- スコアボード：パネル式

## 交通機関
- JR多治見駅・多治見駅前バスターミナル3番のりばから東鉄バス・妻木線、瑞浪＝東駄知＝多治見線、滝呂台線、学園都市線「多治見総合グランド口」下車　徒歩約1分。